# 28-й гвардейский истребительный авиационный полк
28-й гвардейский истребительный авиационный Ленинградский ордена Кутузова полк (сокр. 28-й гв. иап) — воинская часть ВВС Вооружённых Сил СССР, принимавшая участие в боевых действиях Советско-финской, Великой Отечественной и Корейской войн, вошедшая в состав ВВС Российской Федерации.

## История
Полк сформирован в декабре 1939 года как 153-й истребительный авиационный полк. Принимал участие в Советско-финской войне в 1939—1940 гг. В ноябре 1942 году приказом НКО полк переименован в 28-й гвардейский истребительный авиационный полк. В 1950 году полк принимал участие в войне в Северной Корее.

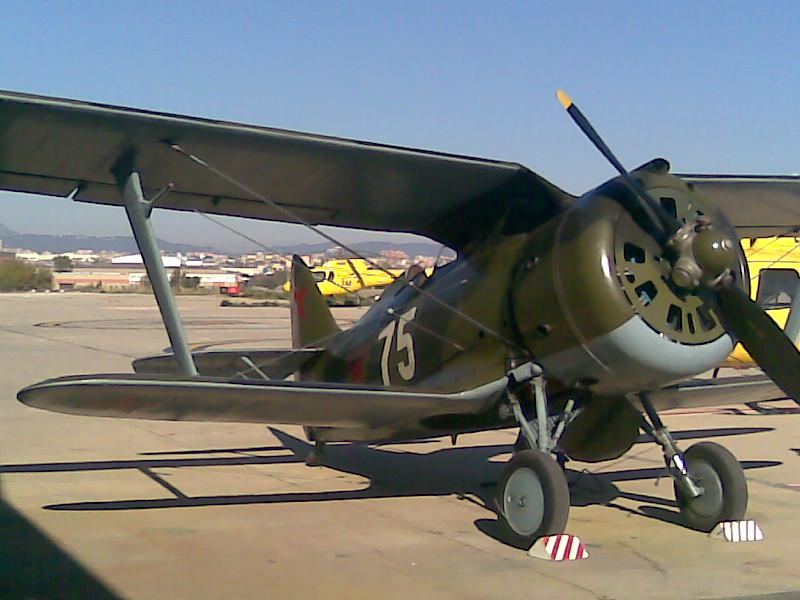
Самолёт И-153

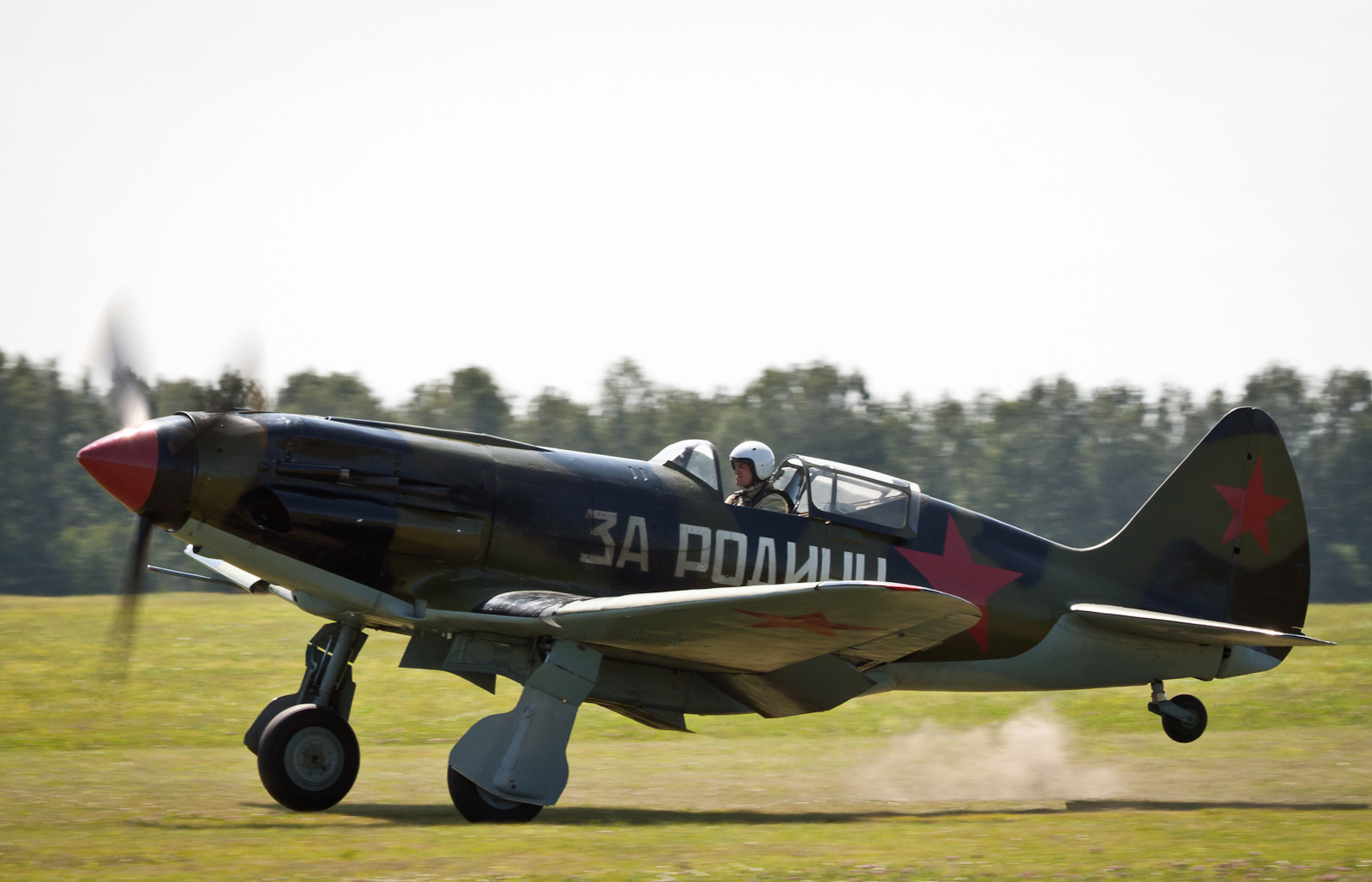
Самолёт МиГ-3

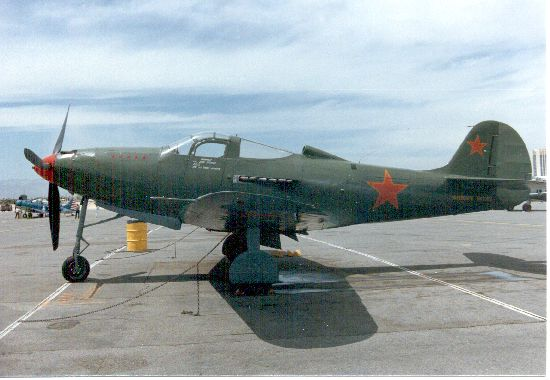
Самолёт полка P-39 Аэрокобра

## Командование
Командиры полка:
- полковник Катичев Кузьма Александрович, Январь 1940 г.
- майор Цветков, октябрь 1940 г.
- капитан Черных, апрель 1941 г.
- майор С. И. Миронов (август 1941 — октябрь 1942)
- капитан Черных (ноябрь 1941 г.)[2]
- гвардии подполковник Родионов, Олег Маркович (с октября 1942)
- гвардии майор А. С. Смирнов
- гвардии подполковник Мелехин Борис Дмитриевич (с 27.09.1944 г.[3])
- гвардии подполковник Сапожников Алексей Яковлевич, декабрь 1949 г.
- гвардии подполковник Колядин Виктор Иванович, февраль 1952 г.
- гвардии майор Селиванов Виктор Григорьевич, декабрь 1953 г.
- гвардии подполковник Бочков Борис Викторович, август 1956 г.
- гвардии подполковник Заплавнев Иван Митрофанович, декабрь 1958 г.
- гвардии полковник Бокач Борис Васильевич, декабрь 1960 г.
- гвардии полковник Гришин Александр Сергеевич, декабрь 1967 г.
- гвардии подполковник Горчаков Павел Андреевич, август 1975 г.
- гвардии полковник Бобриков Виктор Михайлович, июль 1979 г.
- гвардии полковник Грицик Александр Матвеевич, январь 1984 г.
- гвардии полковник Горбатов Василий Васильевич, август 1988 г.
- гвардии полковник Мельников Александр Владимирович, май 1992 г.

## Награды
28-й гвардейский истребительный авиационный Ленинградский полк за образцовое выполнение заданий командования в боях с немецкими захватчиками при прорыве обороны противника юго-восточнее города Рига и проявленные при этом доблесть и мужество Указом Президиума Верховного Совета СССР от 22 октября 1944 года награждён Орденом Суворова Кутузова III степени..

## Почётные наименования
28-му гвардейскому истребительному авиационному полку за показанные образцы мужества и геройства в борьбе против фашистских
захватчиков и в целях дальнейшего закрепления памяти о героических подвигах сталинских соколов приказом НКО присвоено почётное наименование «Ленинградский».

## Благодарности Верховного Главнокомандующего
- За овладение городом Полоцк[6]
- За прорыв обороны противника северо-западнее и юго-западнее города Шяуляй[7]
- За овладение городом и крепостью Кёнигсберг[8]

## Герои Советского Союза
- гвардии майор Смирнов Алексей Семёнович, командир эскадрильи, 23 февраля 1945 года удостоен звания дважды Героя Советского Союза. Золотая Звезда № 4182
- гвардии старший лейтенант Быковец Леонид Александрович, заместитель командира эскадрильи, 18 августа 1945 года удостоен звания Героя Советского Союза. Золотая Звезда № 7936
- гвардии капитан Авдеев Александр Фёдорович (10 февраля 1943, посмертно)
- гвардии майор Макаренко Николай Фёдорович (10 февраля 1943)
- гвардии капитан Кисляков Анатолий Васильевич, помощник командира полка, 18 августа 1945 года удостоен звания Героя Советского Союза. Золотая Звезда № 7945
- гвардии капитан Мазурин Фёдор Макарович, заместитель командира эскадрильи, 18 августа 1945 года удостоен звания Героя Советского Союза. Золотая Звезда № 7953
- гвардии старший лейтенант Пасько Николай Фёдорович, заместитель командира эскадрильи, 18 августа 1945 года удостоен звания Героя Советского Союза. Золотая Звезда № 8892

## Боевые потери
В Великую Отечественную войну полк потерял: 64 лётчика и 94 самолёта. В Войне в Корее с 22 июня 1950 по 29 октября 1951 года — потеряно 3 самолёта.

## Итоги боевой деятельности полка
Всего за годы Великой Отечественной войны полком:
| Выполнено боевых вылетов | Сбито самолётов в воздухе | Уничтожено самолётов всего |
| ------------------------ | ------------------------- | -------------------------- |
| 14303                    | 406                       | 511                        |

Свои потери:
| Потеряно самолётов, всего | Погибло лётчиков всего |
| ------------------------- | ---------------------- |
| 127                       | 64                     |

Всего за время войны в Корее:
| Совершено боевых вылетов | Проведено воздушных боев | Сбито самолётов сил ООН | Из них: бомбардировщиков | Из них: истребителей и штурмовиков | Сбито самолётов сил ООН предположительно |
| ------------------------ | ------------------------ | ----------------------- | ------------------------ | ---------------------------------- | ---------------------------------------- |
| более 700                | более 30                 | 36                      | 13                       | 23                                 | 11                                       |

Свои потери:
| Потеряно самолётов, всего | Погибло лётчиков всего (небоевая потеря) |
| ------------------------- | ---------------------------------------- |
| 4                         | 3                                        |

## Вооружение
- Изначально полк был укомплектован истребителями И-153 и МиГ-3.
- В 1942 году полк был перевооружён P-39 «Аэрокобра» (до августа 1948 года).
- В июне 1946 года полк переучился на новые самолёты Р-63 «Кингкобра», но передал их в 57-й гвардейский истребительный авиационный полк в том же месяце.
- С июня 1947 года полк переучился на новый самолёт Як-15, который эксплуатировал до августа 1948 года. Самолёты были переданы в 72-й гвардейский истребительный авиационный полк.
- МиГ-9, с 10.1947 по 11.1949. самолёты переданы в ноябре 1949 в 328-ю иад ПВО
- МиГ-15, с 11.1949 по 1954
- МиГ-17 П/ПФ, с 1954 по 1968 (30 МиГ-17 переданы в Египет 1967 году, чтобы заменить потери в шестидневной войне)
- МиГ-19св, с 1957 по 1968 (1-я и 2-я аэ)
- Су-15, с 1968 по 1982 гг.
- МиГ-25П, с 1982 по март 1994 (в марте 1994 переданы на базу хранения)
- МиГ-29, с апреля 1994 по н/в (из состава 733-го и 33-го иап)

## Базирование
- Донское, Калининградская область, 05.1945 — 13.05.1947
- Калининград-Чкаловск, Калининградская область, 13.05.1947 — 09.09.1948
- Мигалово, Калининская область, 19.09.1948 — 06.1950
- Ляоянь, Аньшань, Мукден-Западный, Андунь, Китай, 22.06.1950 — 29.10.1951
- Клин, Московская область, 11.1951 — 09.1956
- Андреаполь, Калининская/ Тверская область, 09.1956 — 02.09.1994
- Мончегорск, Мурманская область, 08.09.1994 — 03.1998
- Андреаполь, Тверская область, 03.1998 — н/в